# Amauropelma thamcon
Espèce
Amauropelma thamcon est une espèce d'araignées aranéomorphes de la famille des Ctenidae.

## Distribution
Cette espèce est endémique de la province de Vientiane au Laos,. Elle se rencontre à Vangvieng dans la grotte Tham Pouna.

## Description
La carapace du mâle holotype mesure 3,6 mm de long sur 2,8 mm et l'abdomen 3,0 mm de long sur 1,8 mm et la carapace de la femelle paratype 4,7 mm de long sur 3,8 mm et l'abdomen 4,4 mm de long sur 3,0 mm.

## Systématique et taxinomie
Cette espèce a été décrite par Jäger et Nophaseud en 2024.

## Étymologie
Cette espèce est nommée en référence au lieu de sa découverte et en l'honneur de Connor Kennedy.

## Publication originale
- Jäger & Nophaseud, 2024 : « Amauropelma thamcon spec. nov. and A. khanensis spec. nov., the first cave dwelling congeners from Laos (Arachnida: Araneae: Ctenidae). » Acta Arachnologica, vol. 73, no 2, p. 85-93 (texte intégral).